# Lago St Clair
Il lago St Clair (Lake St Clair in inglese e leeawulenna in lingua aborigena) è un lago d'acqua dolce di origine naturale situato nell'area degli altopiani centrali della Tasmania in Australia. Il lago costituisce la sezione meridionale del Parco nazionale del monte Cradle-lago St Clair. Copre una superficie di circa 45 km quadrati e presenta una profondità massima di 160 m, cosa che lo rende il lago più profondo dell'Australia.
Il lago è alimentato dalle acque del fiume Narcissus, del fiume Cuvier e dell'Hamilton Creek, i suoi immissari, e da esso nasce il fiume Derwent, il suo emissario.
La località di lago St Clair, situata a ridosso della massa d'acqua, si trova nelle aree del governo locale di Central Highlands (24%), Meander Valley (12%) e West Coast (64%), in Tasmania. L'estremità meridionale del lago si trova a circa 106 chilometri km a nord-ovest della città di Hamilton.

## Geografia
La massa d'acqua e la località circostante occupano una superficie di 839,4 km², di cui la prima ne occupa circa 45 nell'angolo sud-est. Il parco nazionale del monte Cradle e del lago St Clair racchiude tale area per interno, oltre alla zona adiacente al monte Cradle a nord.

### Geologia
Il lago St Clair si è formato attraverso l'erosione glaciale, insieme alle valli fluviali circostanti.

## Storia
Il lago St Clair si trova tra il fiume Big e le località abitate in tempi antichi dagli aborigeni della Tasmania settentrionale.   La presenza degli aborigeni intorno al monte Cradle risale all'ultima era glaciale (10.000 anni fa) e si ritiene che le comunità locali fossero nomadi, improntate principalmente a compiere battute di caccia stagionali durante i mesi estivi.
Il lago St Clair fu avvistato dal geometra William Sharland nel 1832, quando George Frankland era alla guida di una nuova spedizione tre anni dopo. Nel 1840 James Calder seguì un percorso che lo portò dal lago al porto di Macquarie, sulle coste dell'oceano Indiano. Alla fine del XIX secolo, si tentò di costruire una ferrovia funzionare a collegare più in fretta gli insediamenti distribuiti sulla costa occidentale della Tasmania, all'epoca accessibili solo tramite imbarcazioni. L'ingegnere ferroviario Allan Stewart cominciò a esaminare un percorso che conduceva alla valle del Mersey, ma esaurì le risorse messe a disposizione dallo Stato prima che il progetto potesse essere completato. Alcune parti del tragitto da lui tracciato sono state utilizzate per realizzare un collegamento viario che conducesse alla città mineraria di Rosebery: nel 1883 venne ultimato un nuovo percorso che avrebbe in futuro funto da spunto per l'autostrada di Lyell.
I cacciatori di animali lavorarono in zona dal 1860 fino alla crisi del commercio di pellicce avvenuta circa un secolo dopo, negli anni Cinquanta, quasi in concomitanza con quando la caccia nel parco fu dichiarata illegale. Sopravvivono oggi dei rifugi, tra cui Du Cane e Pine Valley, e sono evidenti i segni della presenza umana per via del disboscamento in vari punti.
Nel 1937 il fiume Derwent fu arginato appena sotto il lago e fu installata una stazione di pompaggio, consentendo alla compagnia di Hydro Tasmania di drenare il lago fino a 6 metri e alimentare l'acqua alla centrale elettrica di Tarraleah. Da allora, le fluttuazioni dei livelli dell'acqua hanno causato erosione e degrado ambientale: anche per questi motivi, la pompa è stata dismessa negli anni '90 e convertita in un hotel nel 2015.
Il luogo è stato dichiarato riserva panoramica nel 1922, poi riserva naturale nel 1927 e infine parco nazionale nel 1947.

## Rete stradale
La strada nazionale C193 (Lake St Clair Road) raggiunge la zona da sud-est e corre fino alla sponda meridionale del lago, dove termina il suo percorso.

## Turismo
Nel 1871, la Guida della Tasmania menzionava il lago St Clair come "ammirato per i suoi paesaggi dai pochi che lo visitano" Nel 1900 esisteva un capanno per le barche, alcuni rifugi, un migliore accesso e recinti per cavalli a Cynthia Bay: i primi turisti a giungere per mezzo di automobili arrivarono nel 1915.
Nel 1910 Gustav e Kate Weindorfer scalarono il monte Cradle: una volta ammirato da lassù il panorama, incluso il lago sottostante, lasciandosi impressionare dalla bellezza, Gustav esclamò: "Quest'area deve diventare un parco nazionale per la gente per sempre. È magnifico e le persone devono conoscerlo e goderselo". Dal 1911 cominciò a nascere l'idea di percorrere l'Overland Track, un cammino che terminava presso il monte Cradle: il percorso ufficiale fu tracciato da Bert Nichols nel 1931.
Una residenza è stata costruita a Cynthia Bay nel 1930, seguita poi da parcheggio, campeggio e strutture per i visitatori ammodernate. Il lago è oggi una popolare destinazione turistica, poiché attira curiosi che desiderano passeggiare, fotografare e conoscere la storia della Tasmania settentrionale.
Il governo della Tasmania si è mosso per consentire lo sviluppo nei parchi nazionali e nelle aree di conservazione. È stato concesso un permesso, "in linea di principio", per la creazione di un resort "ecologico" a Pumphouse Point sul lago St Clair, completato nel 2015.

## Galleria d'immagini

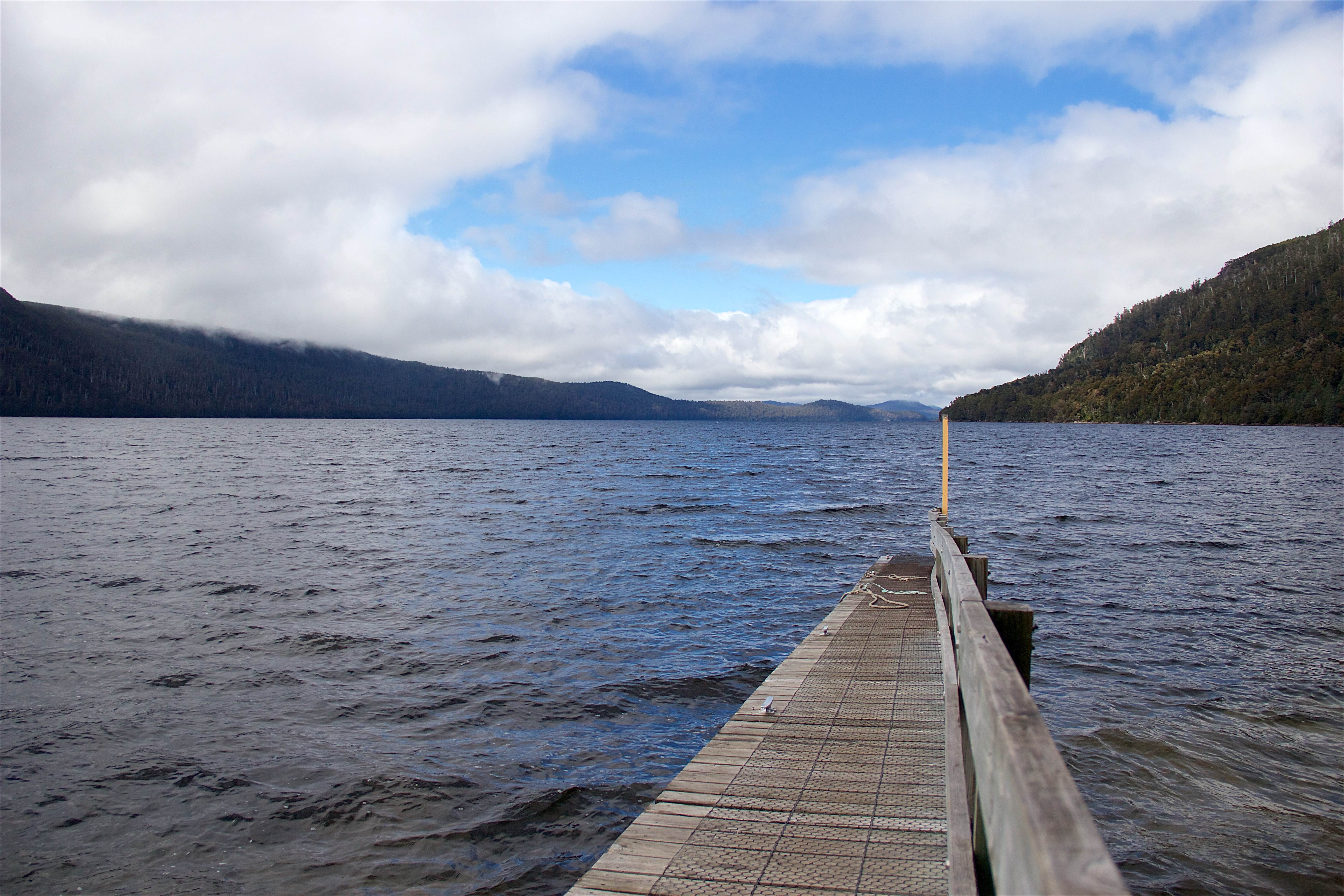
Il lago St Clair visto da Echo Point
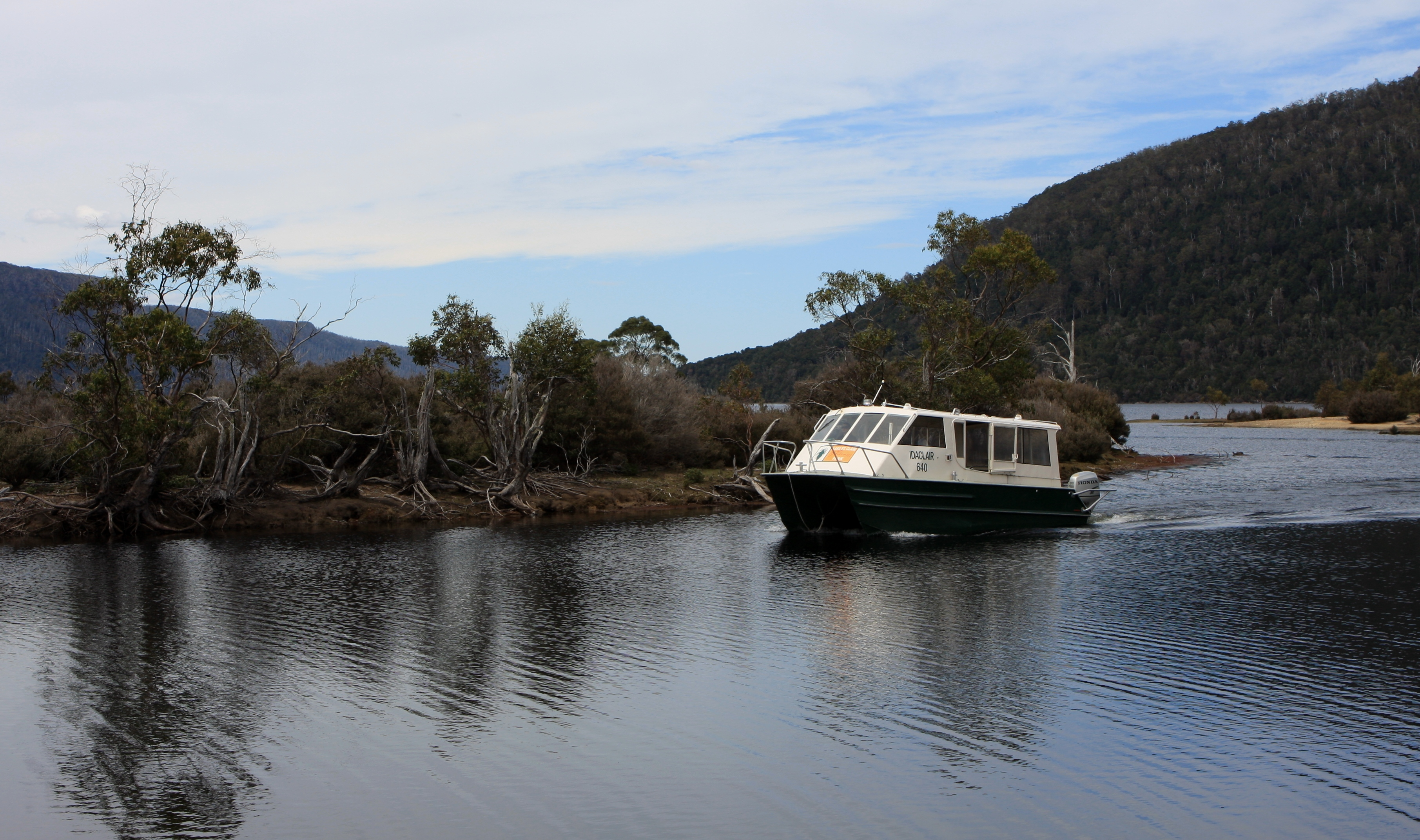
Battello sulle acque del lago
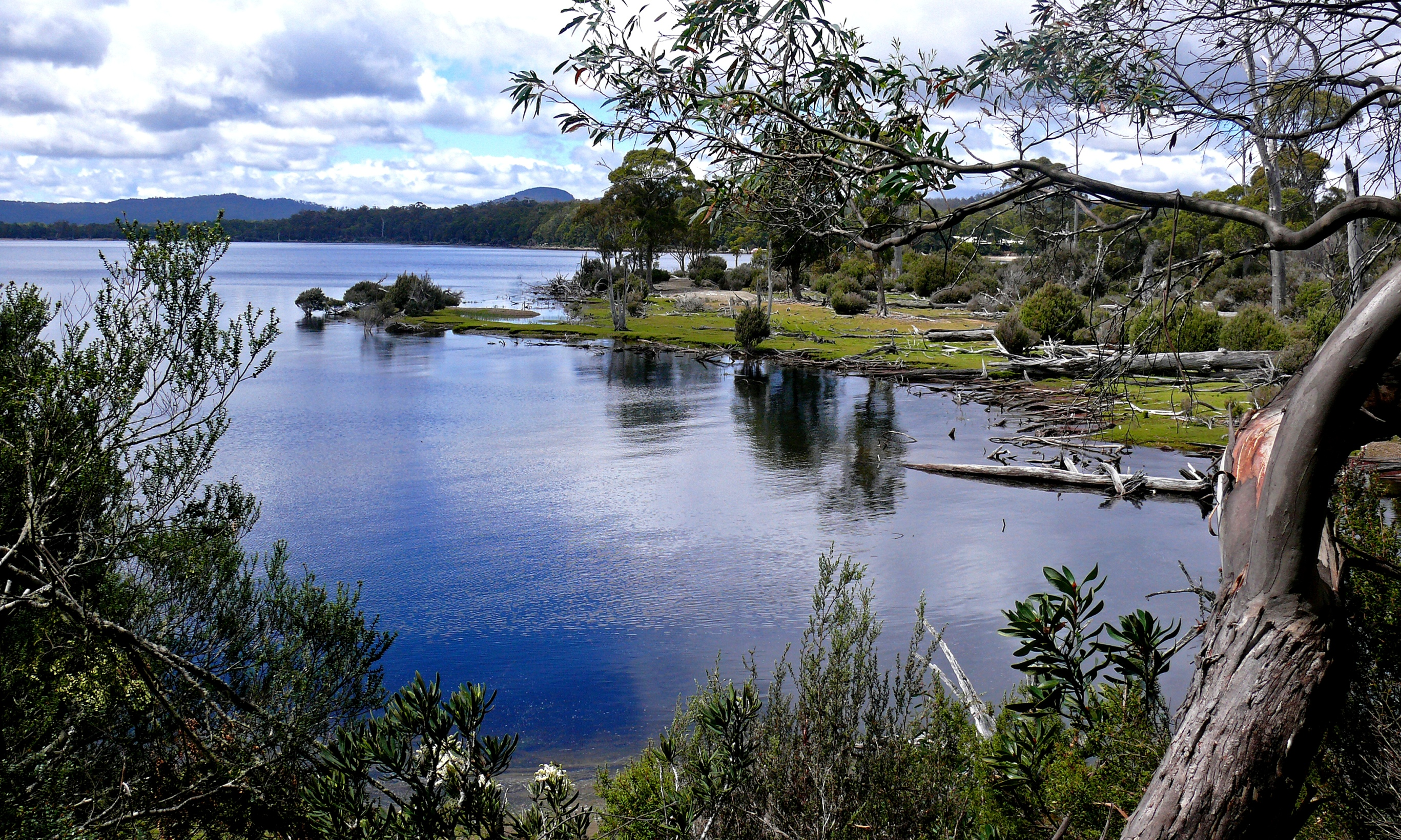
Panorama del lago
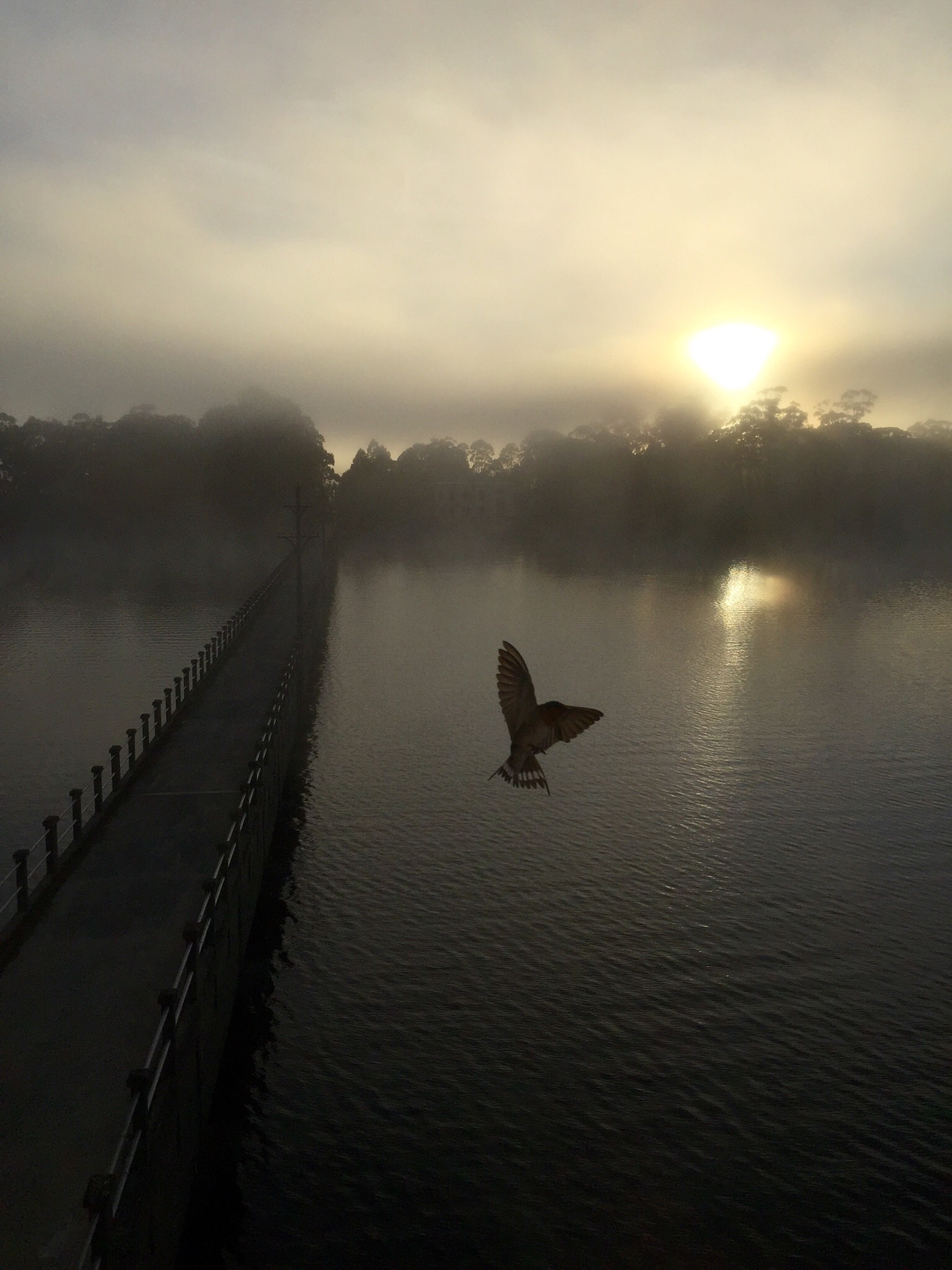
Nebbia di prima mattina nei pressi di Pumphouse Point
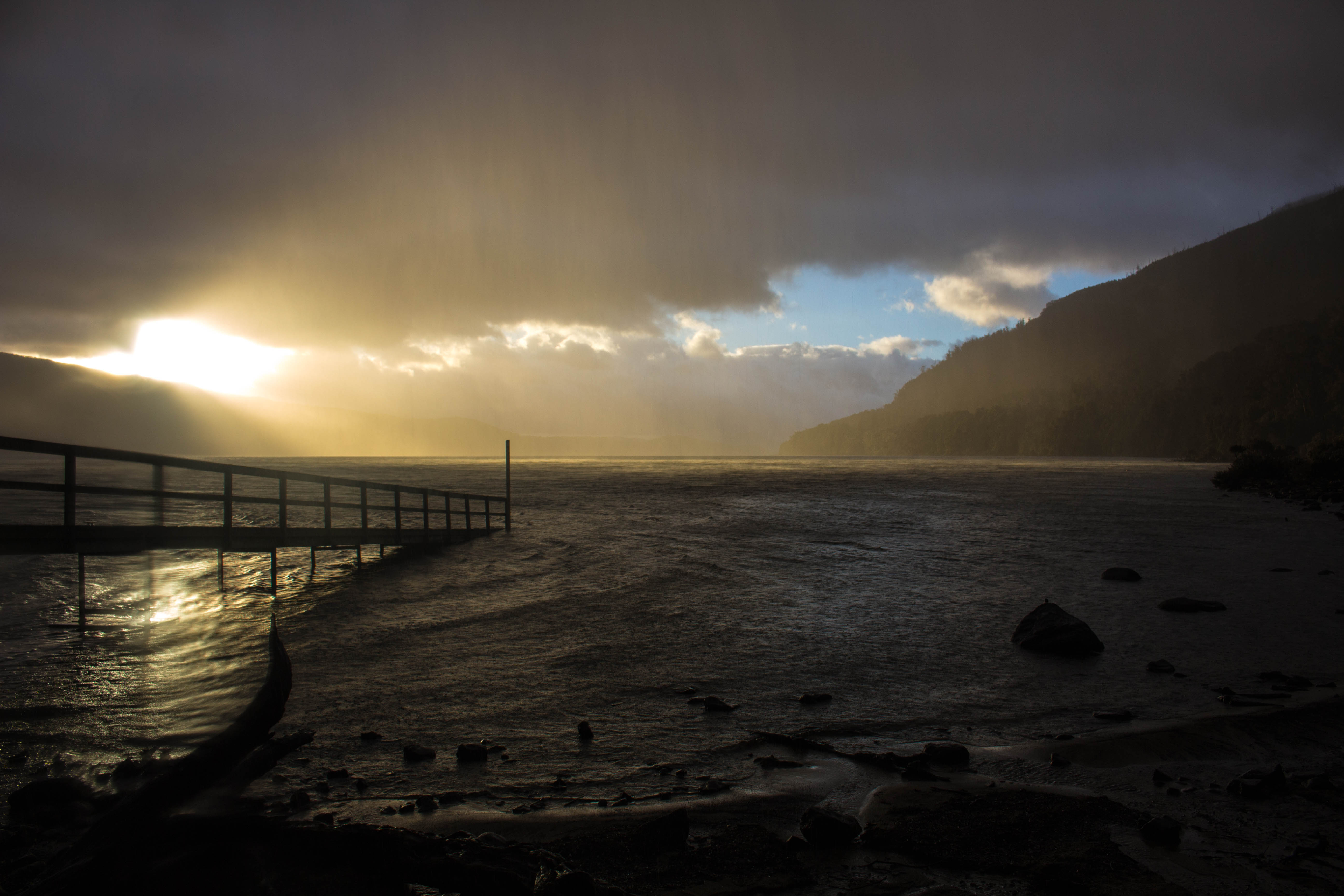
Alba sul lago vista da Echo Point